# 국대비 왕씨
국대비 왕씨(國大妃 王氏, 생몰년 미상)는 고려 후기의 왕족이다. 충렬왕의 증손녀이자 공양왕의 어머니이다. 삼한국대비(三韓國大妃)라고도 한다.

## 생애

### 가계
생년은 확실하지 않으나, 생일은 음력 1월 17일이다. 충렬왕과 정신부주(정화궁주)의 장남인 강양공의 손녀로, 아버지는 연덕부원대군, 어머니는 안의비 조씨이다.

### 대비 시절
왕족이었던 그녀는 같은 왕족인 정원부원군과 결혼하여 아들 둘을 낳았는데, 이 중 차남 왕요가 1389년(공양왕 원년) 이성계 일파의 추대를 받아 왕위에 오르게 되니 곧 고려의 마지막 왕인 공양왕이다. 그녀는 아들이 왕위에 오른 해 음력 11월 복녕궁주(福寧宮主)에 봉해지고, 이듬해인 1390년(공양왕 2년) 음력 1월 15일에는 그녀를 위한 관부가 설치되어 그 이름을 숭녕부라고 하였다. 이어 같은 해 음력 4월 13일 자예정명익성사제혜덕삼한국대비(慈睿貞明翼聖思齊惠德三韓國大妃)의 존호를 받고, 그녀의 거처를 정명전으로 칭하게 되었다. 공양왕은 왕대비인 정비 안씨보다 생모인 그녀를 더욱 지극히 모셨는데, 특히 공양왕이 왕대비 안씨에게는 문안을 올리지 않고 그녀에게만 문안을 올리자 신하들이 왕대비에게도 문안을 올릴 것을 건의하기도 하였다.
한편 정식으로 국대비가 된 그녀는 1391년(공양왕 3년) 음력 2월 남경(지금의 서울특별시 일대)을 다녀왔으며, 그 해 음력 5월 등에는 그녀를 위한 잔치가 열렸다. 또 음력 7월 21일에는 그녀와 정비 안씨, 공양왕비 순비 노씨의 3대 조상에게 시호가 올려졌다. 이때 그녀의 아버지인 연덕부원대군에게는 양효공(良孝公)의 시호가, 어머니 조씨에게는 안의비(安懿妃)의 시호가, 그리고 그녀의 할아버지인 강양공에게는 정강공(靖康公)의 시호가 각각 추증되었다.

### 사망과 후손
1392년(공양왕 4년) 음력 3월 10일 손자인 세자 왕석의 귀국 소식을 보고받았다는 내용을 끝으로 더 이상 그녀의 이름이 등장하는 기록이 없다. 1392년 당시 공양왕이 48세였으니, 그녀는 이미 노년기였을 것으로 추정될 뿐이다. 언제 어디서 생을 마감했으며, 어디에 묻혔는지는 전혀 알 수 없다.
왕씨에게는 두 아들이 있다. 장남 우는 정양군에 봉해졌으며, 1389년(공양왕 원년)부터 공양왕의 4대조의 제사를 맡아 지내게 되었다. 정양군은 사망 후 경희(景禧)의 시호를 받았으며, 아들 둘과 딸을 두었다. 정양군의 딸은 조선 태조 이성계와 신덕왕후의 아들인 무안대군과 결혼하였다. 차남 요는 공양왕이다.

## 가족 관계
- 증조부 : 고려 제25대 왕 충렬왕 (忠烈王, 1236년~1308년, 재위:1274년~1298년, 1298년~1308년)
- 증조모 : 충렬왕 제2비 정신부주 (貞信府主, ?~1319년)
- 조부 : 강양공 자 (江陽公 滋, ?~1308년)
- 조모 : ?
  - 아버지 : 연덕부원대군 훈 (延德府院大君 塤, 생몰년 미상)
  - 어머니 : 안의비 조씨 (安懿妃 趙氏, 생몰년 미상)
    - 남편 : 정원부원군 균 (定原府院君 鈞, 생몰년 미상)
      - 장남 : 정양군 우 (定陽君 瑀, 생몰년 미상)
      - 차남 : 고려 제34대 왕 공양왕 (恭讓王, 1345년~1392년, 재위:1389년~1392년)